# 三輪学 (作曲家)
三輪 学（みわ まなぶ、1974年 - ）は、日本の作曲家、編曲家。Manack（マナック）名義でも活動している。

## 概要
小学生時代より鍵盤楽器に親しみ、中学校を卒業するまで電子オルガンを習っていた。現在は篠田元一に師事。情報処理系の専門学校を卒業後、ソフトウェア開発会社に勤める。仕事の傍ら音楽活動を行い、作品をインターネット上への発表を機に音楽の仕事を受けるようになる。後に転職し、ゲーム制作会社勤務を経て、2001年よりフリーランスとして活動。2006年に日本音楽著作権協会と信託契約を締結（ゲームのBGMとCM以外）。趣味はショッピングとゲーム。

## 参加作品

### 三輪学名義
- TVアニメ
  - にゃんこい!（大川茂伸と協同）
  - PRISM ARK（遠藤成樹と協同）
  - ヨスガノソラ（Bruno Wen-liと協同）
  - リトルバスターズ!（折戸伸治、戸越まごめ、麻枝准、PMMKと協同）
- ゲーム
  - 北電子バーチャパチスロ（マップジャパン/プレイステーション）

### Manack名義
PCゲーム
2007年
- リトルバスターズ!（Key）
- Omegaの視界（ねこバナナ）

## 楽曲提供
- アルバム名：真優『プリズムの旋律』（2007年10月8日）
幼なじみ〜Sweetmylove〜（作曲・編曲）
巡る季節の折に（作曲・編曲）
- PS2ゲーム「リトルバスターズ!」（2009年12月24日）
『遥か彼方』編曲（挿入歌）
- PS2ゲーム「リトルバスターズ! エクスタシー」（2009年12月24日）
『猫と硝子と円い月』編曲（笹瀬川佐々美シナリオED曲）
- PS2ゲーム「Clover Heart's」（2004年8月26日）
『Clover Heart's』作曲・編曲（主題歌）
- PS2/DCゲーム「パティシエなにゃんこ」（PS2/DC：2004年9月22日）
『放課後のパティシエ』作曲・編曲（主題歌）
『君と奏でる季節』作曲・編曲（ED曲）
『笑顔にメリークリスマス』作曲・編曲（冬華ED曲&挿入歌）
『なんちゃってLOVEだけど』作曲・編曲（挿入歌）※PS2/DCのみ